# Flitser
Een flitser is een apparaat dat een korte (circa 1/20.000ste seconde), felle lichtflits  afgeeft. Dikwijls gebruikt de fotograaf een flitser bij het maken van een foto waarbij te weinig omgevingslicht op het te fotograferen onderwerp valt. Door te flitsen bereikt voldoende licht de film of beeldsensor waardoor toch een goed belichte foto gemaakt kan worden.
Een flitser kan een los apparaat zijn, maar is in sommige camera's ingebouwd. Grote flitssystemen worden in studio's gebruikt. Het voordeel van een flitser in dit geval is onder andere dat de flitser kortstondig veel meer licht kan afgeven dan een continu brandende lamp. Bovendien gebruikt een flitser minder energie. De lichtopbrengst van een flitser wordt opgegeven als het richtgetal: een krachtige flitser heeft een groter richtgetal.

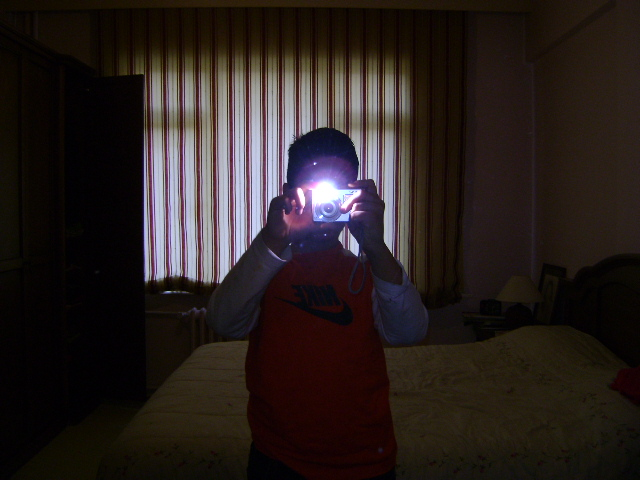
Flitser

## Geschiedenis
De flitser wordt in de fotografie al heel lang gebruikt.

### Bliksempoeder

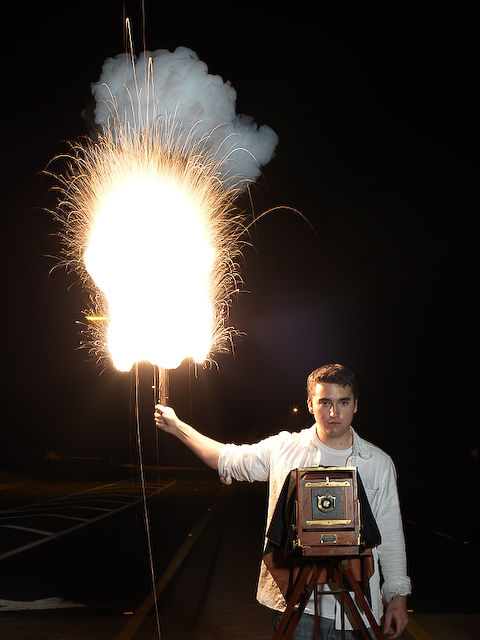
Flitslicht uit het begin van de 20e eeuw

Rond 1900 werd al bliksempoeder (met als hoofdbestanddeel magnesium- of aluminiumpoeder) ontstoken om foto's te belichten, eerst met een lontje, later met een elektrische ontsteker. Dit moest vanwege het brandgevaar met de nodige voorzichtigheid gebeuren.

### Eenmalige flitslamp

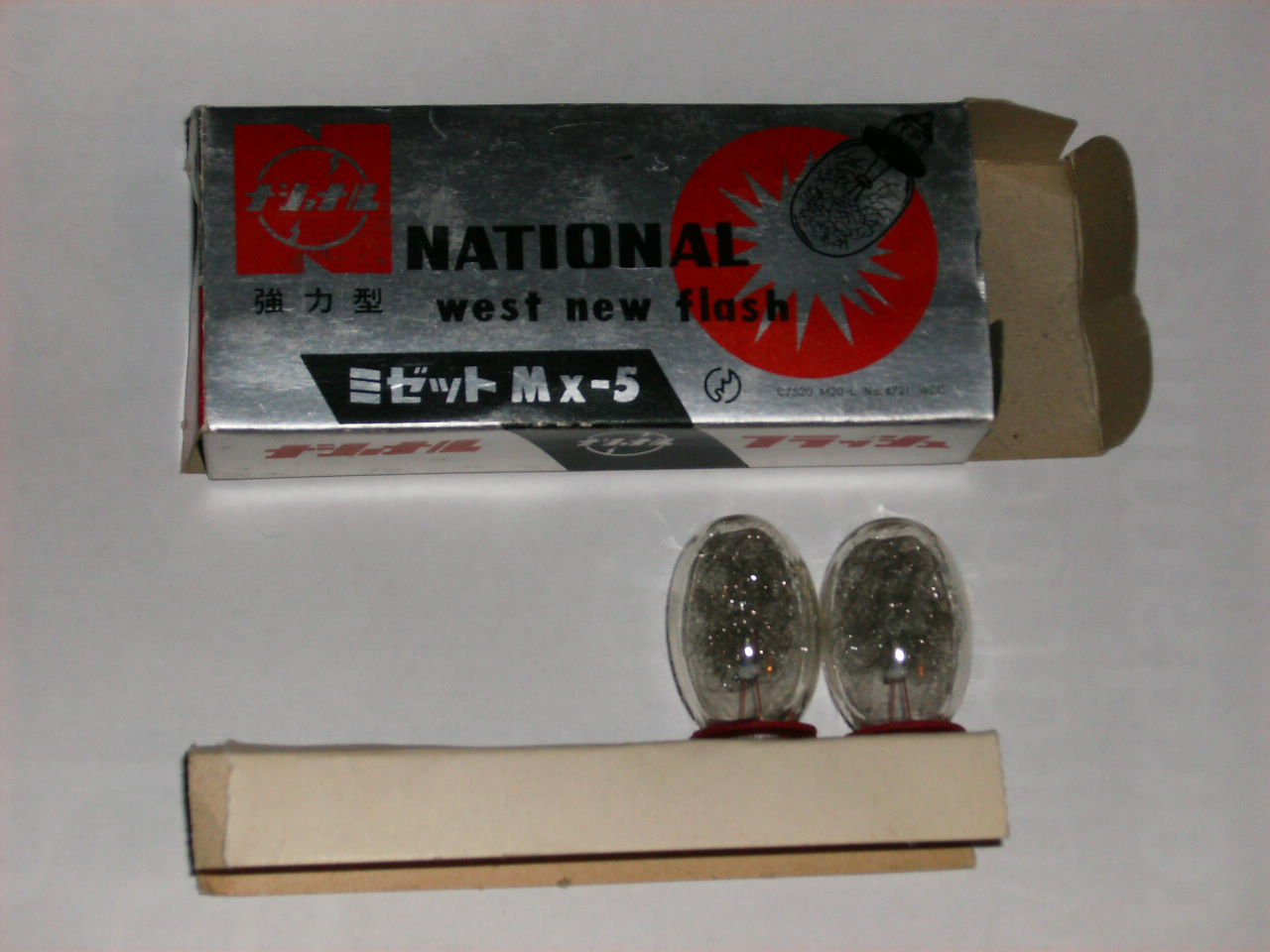
Eenmalige flitslampjes 1950-1970

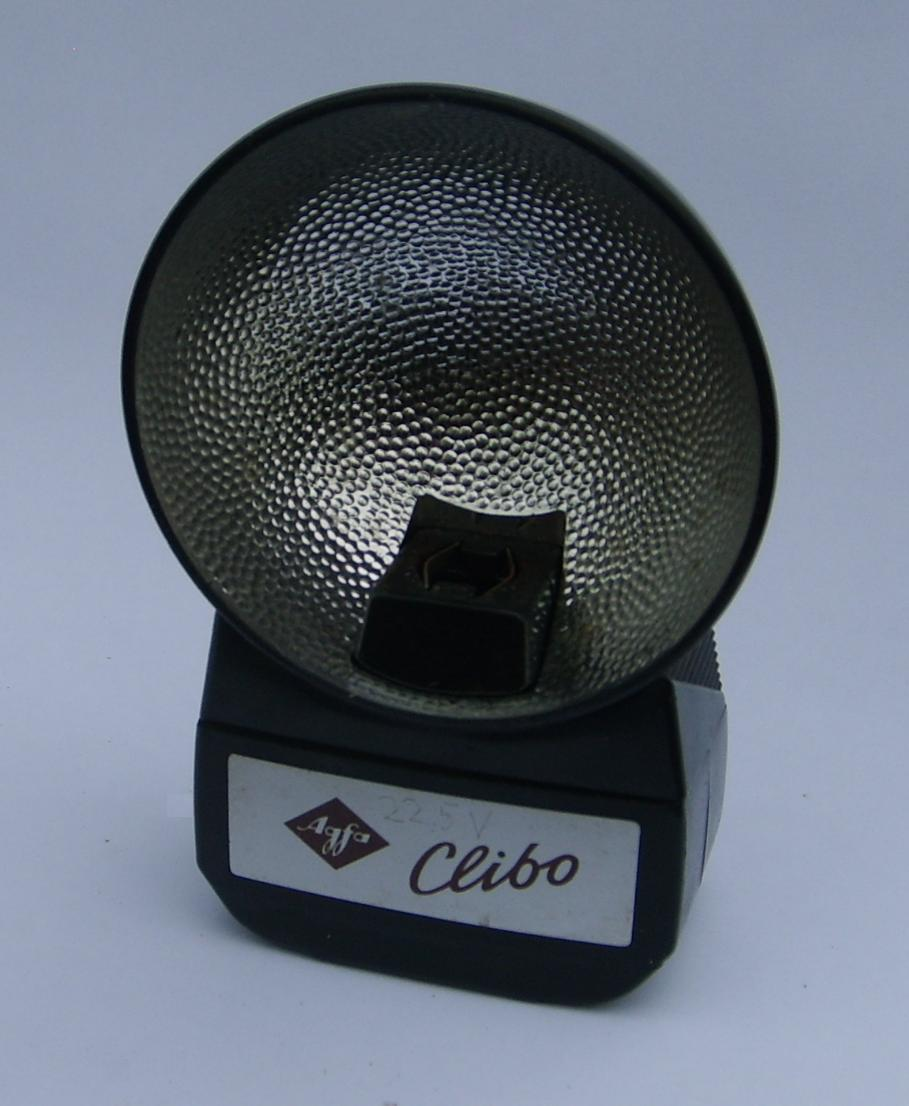
Een flitslamphouder uit 1960. De flitser wordt met een kleminrichting, die tevens als elektrisch contact dienstdoet, op de camera vastgezet.

Toen camera's voor een breder publiek beschikbaar kwamen werd het eenmalige flitslampje uitgevonden. Hierin bevindt zich een kleine gloeidraad en een kluwen fijn metaaldraad (meestal magnesium) in een omgeving waarin zich ook zuurstof bevindt. In de houder (met reflector) bevindt zich een batterijtje dat een condensator oplaadt. De condensator wordt, als de foto wordt gemaakt, ineens over de gloeidraad ontladen, waardoor het magnesium in enige tientallen milliseconden met een felle flits geheel opbrandt. Een dikke kunststof coating voorkomt dat het lampje zelf explodeert.
De houder heeft een drukknopje om het gebruikte lampje uit te werpen, want het lampje is na gebruik te heet om aan te pakken.

#### Flitsblokje

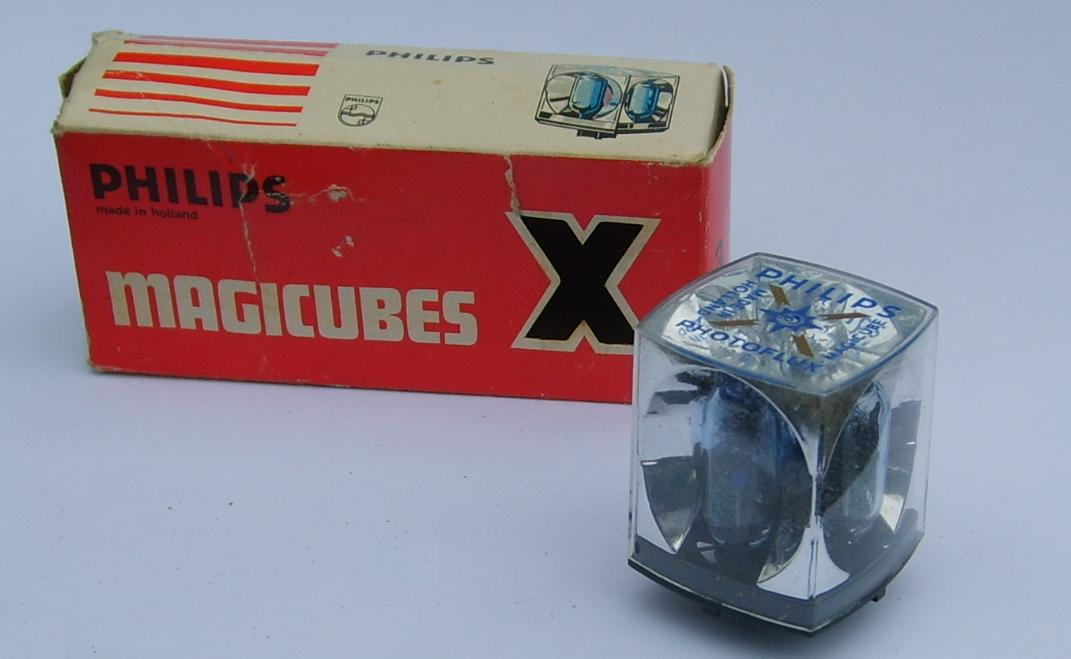
Flitsblokje met vier lampjes

Om het nadeel van het verwisselen van flitslampjes op te vangen maakte Kodak in zijn Instamatic-toestellen sinds 1965 flitsblokjes met vier flitslampjes, elk met eigen kleine reflector. Na iedere foto draait het flitsblokje een kwartslag. Na vier foto's moet het hele blokje vervangen worden.
Latere blokjes bevatten tot wel tien flitslampjes in een houder. Dit werkt alleen met speciale camera's.

### Elektronenflitser
Het flitslampje is pas in de jaren 80 van de 20e eeuw verdrongen door de elektronenflitser, waarbij het licht wordt opgewekt door een korte ontlading van een spanning van enkele honderden volt over een speciale gasontladingslamp. Het voordeel van de elektronenflitser is dat deze vele malen herbruikt kan worden, waardoor de hogere aanschafprijs gerechtvaardigd wordt.
De condensator in een elektronenflitser moet tot een hoge spanning opgeladen worden.
Om die spanning met een enkel batterijtje op te wekken, bevat de flitser een elektronische schakeling met een kleine transformator, de werking hiervan is tijdens het opladen vaak als een pieptoon hoorbaar.

### Computerflitser
Spoedig verscheen de computerflitser die het teruggestraalde licht meet en dooft als de juiste hoeveelheid gemeten is.
De fotograaf stelt het maximale diafragma in, ongeacht de afstand, en de flitser zorgt voor de juiste belichting.
Bijkomend voordeel is dat de condensator niet in een keer ontladen wordt, zodat er snel achter elkaar geflitst kan worden.

### Flitsaansluiting
Op kleinbeeldcamera's werd al snel een gestandaardiseerd flitsschoentje aangebracht, waarmee de losse flitser op de camera kon worden gemonteerd. De flitser werd met de camera verbonden met een flitskabel. Een verlengde flitskabel bood de fotograaf de mogelijkheid om het onderwerp vanaf een andere hoek dan vanaf de camera te belichten. Op de camera vond men in de meeste gevallen twee aansluitingen ten behoeve van de synchronisatie. Eén voor de flitser met flitslampjes en een voor de elektronenflitser. Later kregen de schoentjes een middencontact voor dit doel. Met de komst van de computerflitsers kwamen er zelfs meerdere contacten. Moderne camera's hebben nog maar zelden een aansluiting voor een kabel, die hebben praktisch allemaal een ingebouwde flitser. De elektronica van de moderne computerflitser maakt het mogelijk dat op afstand een flits wordt waargenomen en zo nodig dan gelijk mee te flitsen.

## Synchronisatie
Omdat de sluitertijd bij het maken van een opname meestal maar een fractie van een seconde is en omdat de flits zelf ook maar een fractie van een seconde duurt (bijvoorbeeld 1/20.000 s) moet de camera ervoor zorgen dat de flits precies op het goede moment afgaat. Bij flitslampjes is daarbij nog de complicatie dat het even duurt voordat de lamp zijn maximale helderheid bereikt. Op oudere camera's zijn er daarom soms twee aansluitingen voor flitsers. Eén - meestal gemarkeerd met een X - die contact maakte als de sluiter helemaal open stond, en een andere met een M, die enige tientallen milliseconden eerder contact maakte.

### Synchronisatie bij spleetsluiter
Een spleetsluiter belicht bij kortere sluitertijden de film (het beeldvlak) niet in één keer tegelijk. De spleet trekt vlak voor de film langs en voordat het eerste gordijn "aan de overkant" is, is het tweede gordijn al vertrokken. Hierdoor zou een korte flits bij een dergelijke korte tijd maar een strook van het beeld belichten. Bij spleetsluiters is er daarom een minimale tijd waarbij de film korte tijd helemaal vrij ligt, voor moderne camera's is deze tijd 1/125 tot 1/250 seconde. Bij gebruik van flitslampen is de flitsduur langer, er waren in het verleden zelfs speciale "spleetsluiterlampen" verkrijgbaar die zo'n lange en gelijkmatige flits afgaven dat toch het hele beeld belicht werd. Sommige moderne elektronenflitsers hebben ook een "high-speed" stand waarbij niet één maar een hele serie flitsjes afgegeven wordt en hetzelfde bereikt wordt.
Bij een centraalsluiter, zoals gebruikt in compactcamera's en middenformaat spiegelreflexcamera's zit de sluiter in de lens en niet vlak voor de film, zodat bij deze sluiters bij elke sluitertijd geflitst kan worden.

## Flitsterminologie bij camera's

### Invulflits
Bij tegenlicht of wanneer de achtergrond uitzonderlijk helder is, kan het gelaat van de onderwerpen te donker worden afgebeeld zodat het niet meer te onderscheiden is. Een voorbeeld daarvan is een onderwerp op een zonnige dag in de schaduw van een boom of dakterras. De flitser kan dan gebruikt worden om schaduwen op te vullen en de belichting in evenwicht te brengen.

### Automatische flits
In deze modus bepaalt de camera zelf of het beschikbare licht voldoende is en schakelt wanneer nodig de flitser in.

### Rode-ogen-reductie
De meeste moderne computerflitsers kunnen een vóórflits genereren, een kleine flits waardoor de condensator nauwelijks ontladen wordt. Bij deze stand worden eerst een aantal flitsen afgegeven met een lage intensiteit. De pupillen reageren hierop en vernauwen zich. Wanneer de hoofdflits af gaat is er minder kans op het rode-ogeneffect.

### Slow-syncflits
Sommige digitale camera’s hebben ook een slowsyncstand voor de flitser. Bij deze stand wordt de automatische flits gecombineerd met een langere sluitertijd. Hierdoor wordt zowel het onderwerp (met de flits) als de achtergrond (weinig licht) toch goed belicht.

### Externe flitser
Sommige camera’s hebben ook een mogelijkheid om externe systeemflitsers, dochterflitsers, aan te sluiten. Het gebruik van een externe, los van de camera te plaatsen, flitser geeft een groot aantal creatieve mogelijkheden.

### Richtgetal
Het richtgetal geeft de lichtsterkte van de flitser aan. Er is een norm afgesproken om het richtgetal te bepalen, maar sommige fabrikanten hanteren een afwijkende manier om dat richtgetal op te geven, waardoor hun flitser krachtiger lijkt dan hij in werkelijkheid is. Hoe lichtsterk een flitser onder bepaalde omstandigheden is, hangt behalve van het richtgetal ook af van de filmgevoeligheid, de bundeling van het licht, de afstand tot het onderwerp, het gekozen diafragma en het omgevingslicht.

### Ringflitser
Een ringflitser is een ringvormige flitser die rond de lens wordt aangebracht. Ringflitsers worden vaak gebruikt voor macrofotografie omdat ze onderwerpen tot kort voor de lens goed en gelijkmatig belichten.

### Second Curtain
Normaal gesproken wordt het flitslicht geactiveerd kort na het openen van de sluiter. Bij "second curtain" wordt het flitslicht pas geactiveerd kort voor het sluiten ervan. Onder bepaalde omstandigheden verdient deze methode de voorkeur.

### Indirecte flits
Door de flitser schuin op het plafond of de muur te richten, wordt een gelijkmatiger belichting verkregen. Er is minder kans op rode ogen, minder slagschaduw, maar ook minder licht.

## Opmerkingen

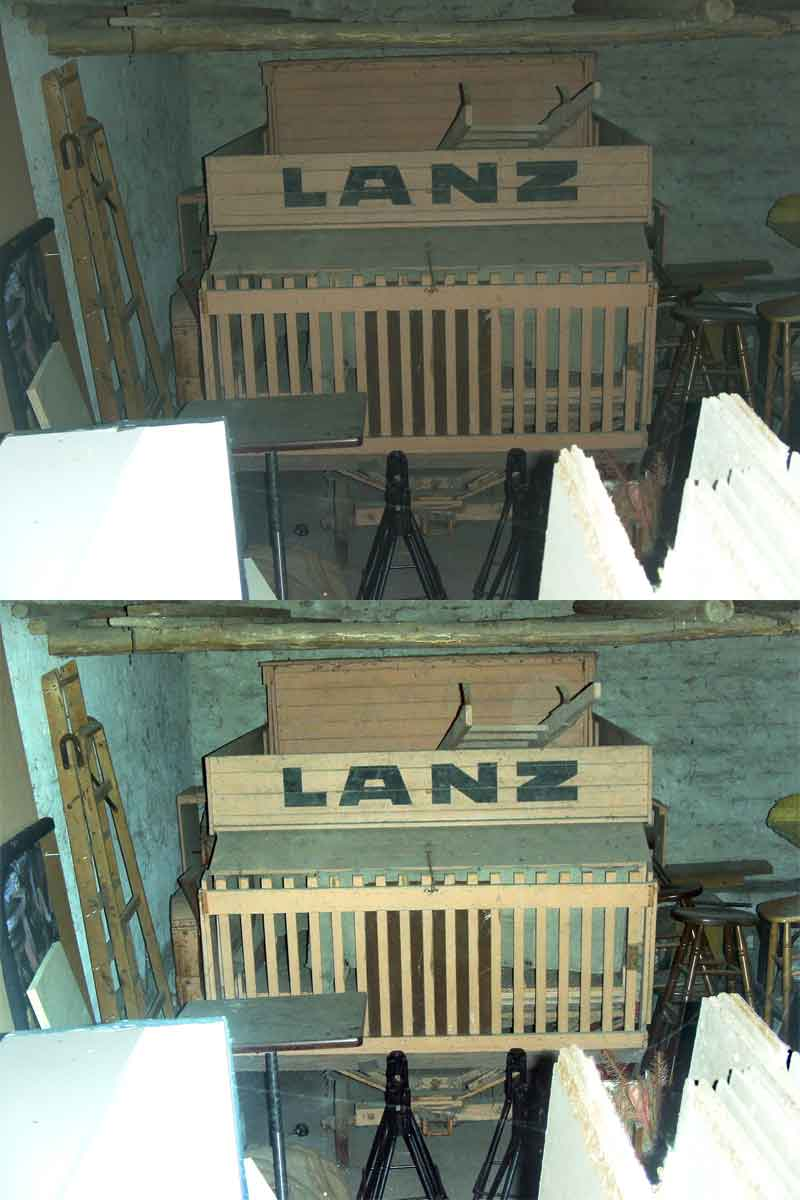
De bovenste afbeelding toont een opname met de flitser met een zwakke flits. (let op de overbelichte voorwerpen op de voorgrond en de relatief donkere achtergrond)
De foto hieronder toont een opname met een flitser met voldoende kracht.

Het maken van flitsfoto's met een kleine, in de camera ingebouwde flitser geeft niet altijd de mooiste foto's. Een paar verschijnselen die op kunnen treden zijn:
- de mensen op de foto krijgen felrode ogen (bij dieren soms felgroen): het rode-ogeneffect. De oplossing is de afstand tussen lens en flitser te vergroten.
- de onderwerpen op de foto verliezen aan diepte door het ontbreken van schaduwen; alles lijkt plat te zijn. De flitser staat te dicht op de lens. Wat helpt is indirect te flitsen of het gebruik van een losse flitser.
- alleen de voorgrond is goed belicht; de achtergrond is erg donker. De flitser heeft een te beperkt bereik. Het gebruik een sterkere flitser, dat wil zeggen een flitser met een groter richtgetal, of een extra flitser is dan aanbevolen. Indien mogelijk dient voor meer licht in de achtergrond te worden gezorgd.